# Genesio Bresciani
Genesio Bresciani, noto anche come Genesio Bressani e Genesio Bersani (Fiorenzuola d'Arda, 1524 – Fiorenzuola d'Arda, 1610), è stato un ingegnere italiano, architetto ducale al servizio dei Farnese.

## Biografia
Genesio Bresciani nacque a Fiorenzuola d'Arda nel 1524 da Andrea, architetto militare.
Nel giugno 1545 il padre subentrò a Benedetto Zaccagni nella direzione dei lavori di fortificazione della rocca di Nepi, voluti dal duca Pier Luigi Farnese, futuro duca di Parma; in quell'occasione, Andrea raccomandò al sovrano, per un incarico a Roma o a Piacenza, il giovane figlio, che più tardi avrebbe seguito le orme paterne.

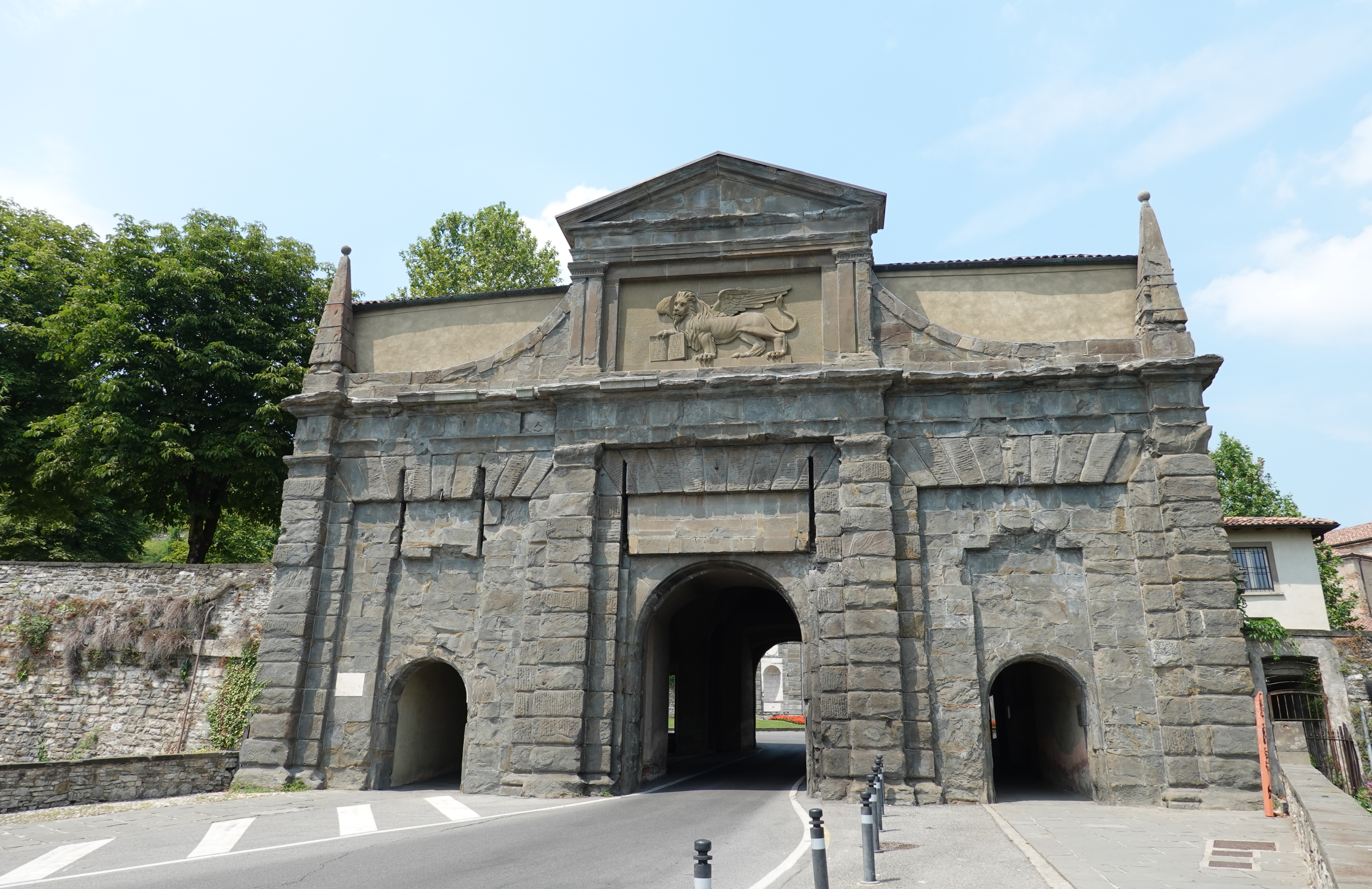
Porta Sant'Agostino delle mura di Bergamo

Nei decenni successivi Genesio lavorò alle dipendenze del Senato della Repubblica di Venezia, per conto del quale collaborò alla progettazione e alla direzione dei lavori delle mura di Bergamo. Nel 1575 il Bresciani scrisse al segretario ducale di Parma Giovan Battista Pico, ricordando i servizi resi da suo padre ai Farnese, prima alla rocca di Nepi per conto di Pier Luigi e successivamente alla cittadella di Piacenza per volere di Ottavio; tuttavia, non si spostò da Bergamo fino al 1582, quando il Duca di Parma lo incaricò del completamento della progettazione e della direzione dei lavori di costruzione delle mura di Borgo San Donnino, subentrando a Francesco Paciotto. A opere non concluse, l'anno seguente gli fu affidata anche la riedificazione della cinta muraria di Borgotaro, che fu sospesa nel 1586 in seguito alla morte di Ottavio.

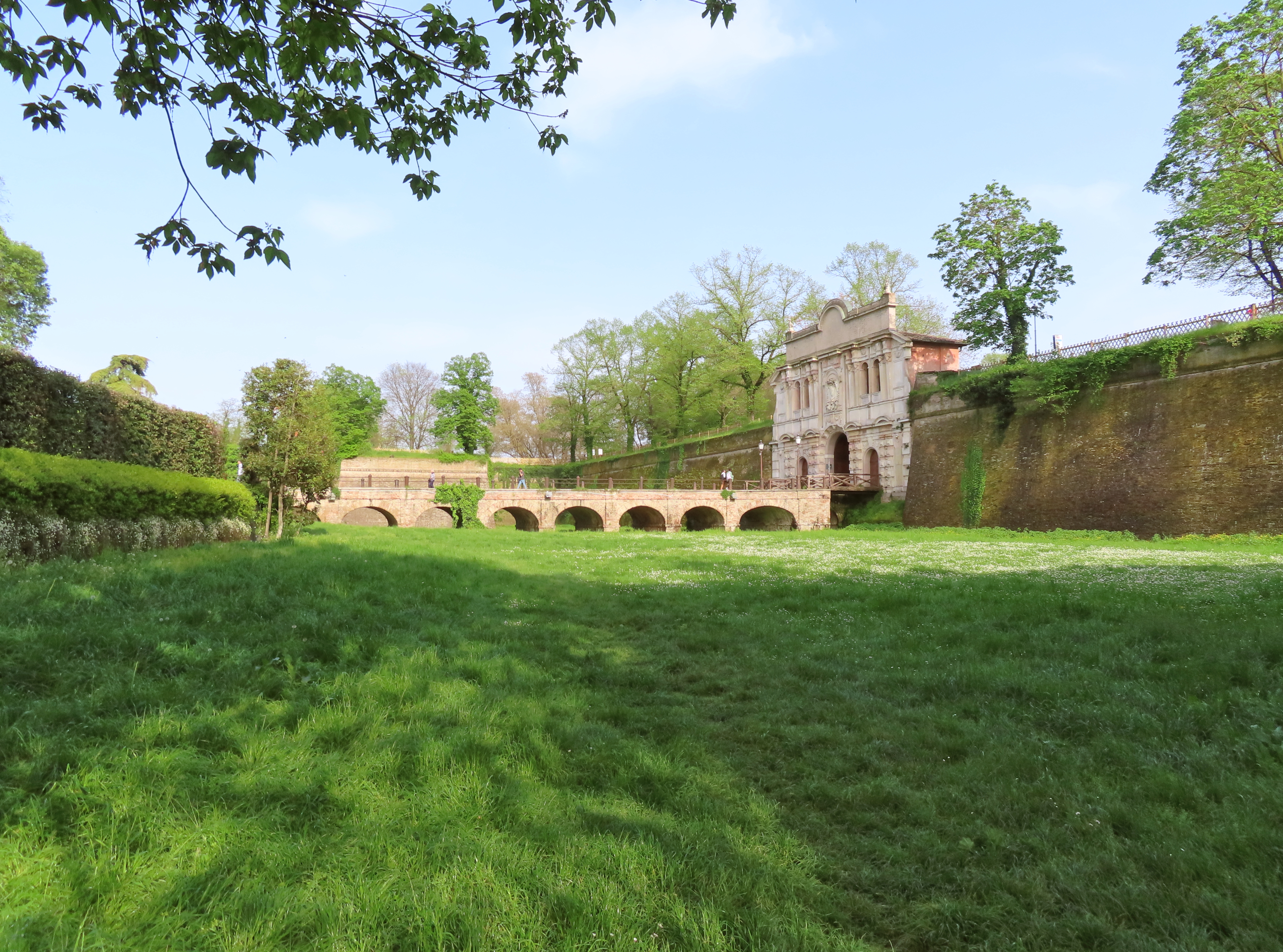
Lato nord e ingresso monumentale della Cittadella di Parma.

Nel 1588 il nuovo duca Alessandro Farnese ordinò la ripresa dei lavori a Borgo San Donnino, mentre l'anno seguente decise di costruire una cittadella a Parma, per sostituire l'ormai inadeguata rocca medievale di Porta Nuova. Per analizzare i terreni presenti e valutare il sito migliore, nel marzo 1589 il sovrano inviò a Parma il Bresciani, il quale dopo alcuni mesi lo raggiunse nelle Fiandre e gli presentò una dettagliata relazione tecnica, che Alessandro approvò; l'ingegnere ripartì quindi alla volta della città emiliana il 15 agosto, con l'incarico di mostrare agli Anziani del Comune i progetti e ottenerne l'autorizzazione, che tuttavia arrivò soltanto l'anno seguente.

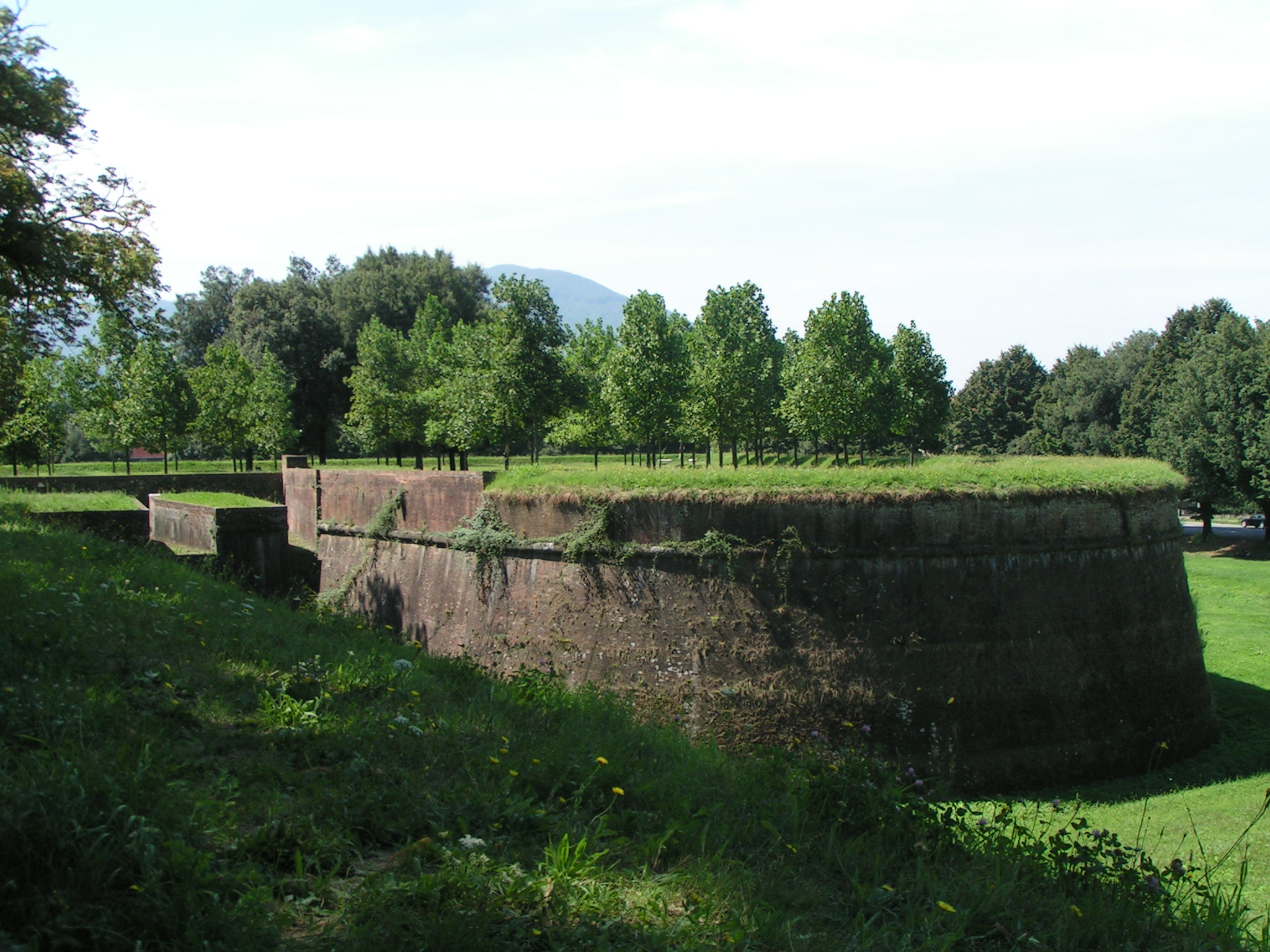
Baluardo di San Donato delle mura di Lucca.

Nel frattempo Genesio, col consenso del Duca, si pose al servizio della Repubblica di Lucca per la fortificazione della cinta muraria cittadina. La direzione dei lavori della Cittadella di Parma, avviati nel 1591, fu quindi affidata all'ingegner Giovanni Antonio Stirpio de' Brunelli, coadiuvato da Smeraldo Smeraldi, Michelangelo Muciasi e Giuseppe Bonino, ma ben presto la situazione sfuggì di mano a causa delle ruberie, della scarsa qualità delle opere e degli aspri scontri tra i funzionari ducali e lo Stirpio, che l'anno seguente rimise l'incarico; al suo posto fu richiamato il Bresciani, grazie al quale il cantiere proseguì senza grossi ostacoli prolungandosi anche dopo la morte, alla fine del 1592, di Alessandro, cui subentrò il figlio Ranuccio.
Negli anni crebbe la stima nei confronti di Genesio da parte dei sovrani di Parma, che lo nominarono in epoca imprecisata architetto ducale, mentre la sua fama gli procurò vari incarichi in diversi Stati italiani. Nel 1593 la Repubblica di Venezia richiese, col consenso di Ranuccio, la sua collaborazione per la progettazione della fortezza di Palmanova. L'anno seguente il Bresciani tornò a Lucca in qualità di direttore dei lavori per la realizzazione del canale Fossa dell'Abate. Nello stesso periodo, seguì per breve tempo la costruzione delle mura di Savona, mentre nel 1594 rientrò a Parma, per poi recarsi l'anno successivo temporaneamente a Milano. In quegli anni realizzò inoltre una Pianta planimetrica di Piacenza.

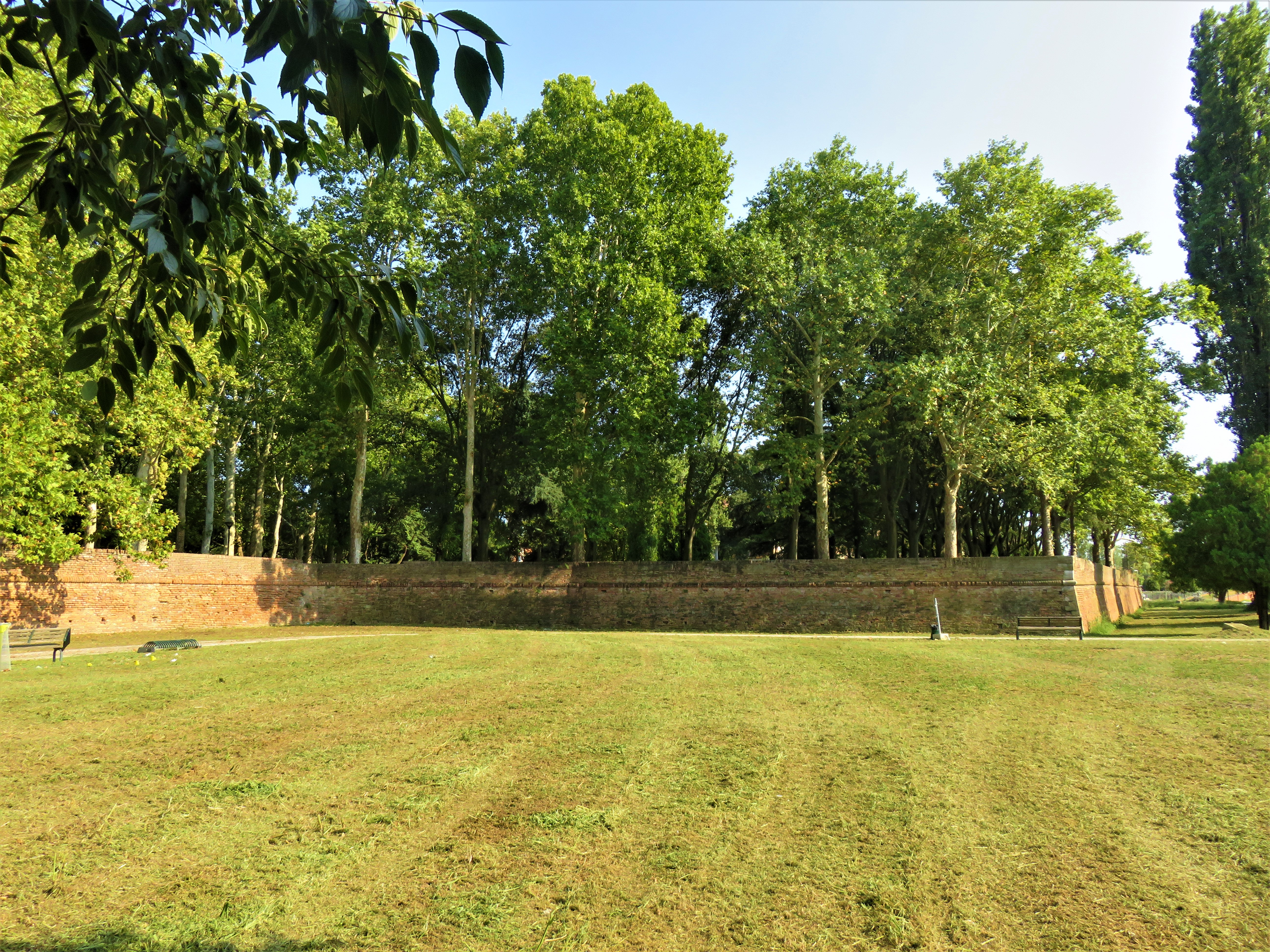
Baluardo di San Paolo della fortezza di Ferrara.

Nel 1598, insieme all'ingegner Cesare Maculani, nipote di sua moglie, il Bresciani si recò a Ferrara per conto del papa Clemente VII, che lo incaricò della sovrintendenza ai lavori di costruzione della cittadella. Ormai anziano, rientrò verso il 1602 a Piacenza, ove si interessò a un progetto di ricostruzione del monastero di Santa Maria di Valverde, mentre l'anno seguente fu incaricato dal Comune di Castell'Arquato di ristrutturare il ponte sul fiume Arda.
Genesio trascorse gli ultimi anni a Fiorenzuola d'Arda, ove fece testamento il 3 giugno 1610 e morì alcuni giorni prima del 14 agosto di quell'anno.